# Escherange
Escherange (deutsch Escheringen, 1940–44 Eschringen, lothringisch Eescheréngen) ist eine französische Gemeinde mit 697 Einwohnern (Stand 1. Januar 2022) im Département Moselle in der Region Grand Est (bis 2015 Lothringen). Sie gehört zum Arrondissement Thionville.

## Geografie
Escherange liegt nahe der Grenze zu Luxemburg, etwa neun Kilometer nordwestlich von Thionville auf einer Höhe zwischen 313 und 428 Metern über dem Meeresspiegel. Das Gemeindegebiet umfasst 13,05 km². 1811 wurde das Nachbardorf Molvange (Molvingen) eingemeindet.

## Geschichte
Der Ort gehört seit 1769, mit einer Unterbrechung von 1871 bis 1918 (Reichsland Elsaß-Lothringen), zu Frankreich und wurde im Zweiten Weltkrieg fast völlig zerstört, da sich auf dem Gemeindegebiet mehrere Anlagen der Maginot-Linie befanden.

### Bevölkerungsentwicklung
| Jahr      | 1962 | 1968 | 1975 | 1982 | 1990 | 1999 | 2007 | 2019 |
| Einwohner | 469  | 406  | 406  | 363  | 377  | 432  | 562  | 686  |

## Sehenswürdigkeiten
- Kirche Saint-Pierre
- Kapelle Saint-Willibrord im Ortsteil Molvange

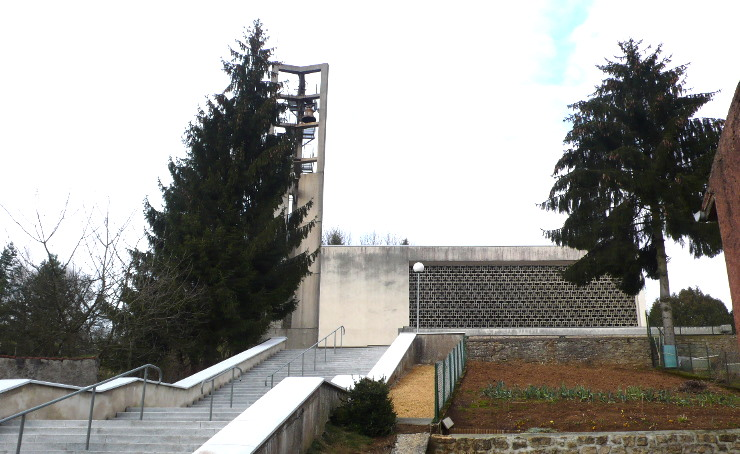
Kirche Saint-Pierre
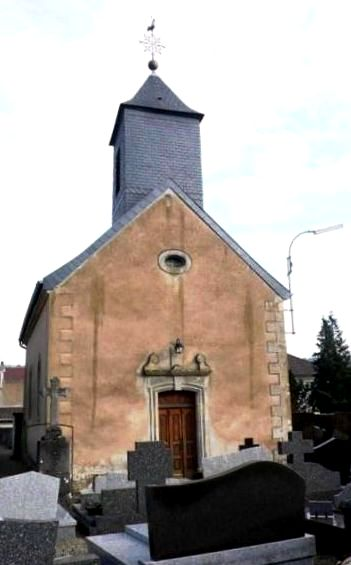
Kapelle Saint-Willibrord